# Dani M
Dani M, pseudonimo di Daniel Simon Sebastian Monserrat (Gävle Staffans församling, 6 gennaio 1990), è un rapper e cantante svedese.

## Biografia
Min grind, primo album in studio, è stato reso disponibile nel dicembre 2014 e ha raggiunto la 34ª posizione della Sverigetopplistan. Nel novembre 2017 viene presentato il secondo LP Hela livet, classificatosi 17º.
Pusher, terzo disco in studio, ha esordito alla 2ª posizione della graduatoria nazionale. Pusher II (2019), invece, è finito al 9º posto, venendo certificato oro dalla IFPI Sverige per le 15 000 unità accumulate.
Push3r (2021) è stato il suo secondo LP a entrare la top five svedese. Anche Amo, presentato l'anno successivo, ha fatto il debutto all'interno dei primi cinque posti. Il ramo svedese della International Federation of the Phonographic Industry gli ha assegnato ventitré dischi di platino e nove d'oro, equivalenti a un totale di 2,2 milioni di unità certificate in singoli.

## Discografia

### Album in studio
- 2014 – Min grind
- 2017 – Hela livet
- 2018 – Pusher (con Prodotto di Superti)
- 2019 – Pusher II (con Prodotto di Superti)
- 2021 – Push3r (con Prodotto di Superti)
- 2022 – Amo (con Shenzi Beats)

### EP
- 2012 – En sån som mej
- 2015 – Regissören
- 2020 – Demos & Skisser (The Lost Tapes)

### Singoli
- 2012 – Motstånd
- 2013 – Agenda
- 2014 – All In
- 2014 – Allting jag har
- 2015 – One Night Stand
- 2015 – Nya Sverige
- 2015 – Smack Time (con Alex Bessofen)
- 2015 – Vad dom än säger (feat. Junior Natural)
- 2016 – Trivialitet
- 2016 – Hela livet (feat. Abidaz)
- 2016 – Nån annan (feat. Jacco)
- 2017 – Independent (feat. Jamilla Idris)
- 2017 – Cardio
- 2017 – Trender (feat. Jireel)
- 2018 – Inte meningen (con Ze!)
- 2018 – Mera tid (con Linda Pira)
- 2018 – Oh Shit! (con Abidaz)
- 2018 – Bandolero (con Ricky Rich e ARAM Mafia)
- 2019 – F.A.M.E (LeyLey) (con Prodotto di Superti)
- 2019 – Throwback (con Prodotto di Superti)
- 2019 – Mina söner (con Prodotto di Superti)
- 2019 – Puff puff puff
- 2019 – Plastico (con Linda Pira)
- 2020 – Nåt vi inte är
- 2020 – Rude Bwoy (con Abidaz)
- 2020 – Story of My Life
- 2020 – Sommartider i Stenhagen
- 2020 – Trylleri (con Icekiid)
- 2021 – 50/50 (con Prodotto di Superti)
- 2021 – Carlitos Way (con Prodotto di Superti)
- 2021 – Dress 2 Impress (con Kaliffa e Prodotto di Superti)
- 2021 – Chansa (con Newkid e Jireel feat. Simon Superti)
- 2021 – 365
- 2022 – Alicia (con Masse)
- 2022 – Amo
- 2022 – Paradis (con 23 e Shenzi Beats)
- 2022 – Baddie (feat. Adaam)
- 2022 – Vidare
- 2022 – Pretty Money (con Shenzi Beats)
- 2022 – Brodie (con Shenzi Beats)
- 2022 – 30 (con Shenzi Beats)
- 2022 – Borz
- 2023 – PTSD (con Sebastian Stakset)
- 2023 – Voi (con Einár)
- 2023 – Real Ones
- 2023 – Banana (con Ricky Rich)
- 2023 – Palmerna (con Xpensive)
- 2023 – Mariachi (con Jireel)
- 2023 – Gangster värld (con Le Winter)
- 2023 – Young Thug på 1M (con Adaam e Dan)
- 2023 – Julbrevet (con Le Winter)
- 2024 – Trasiga skor (con Xpensive)
- 2024 – Diamant (con Xpensive)
- 2024 – Toxic (con Xpensive)
- 2024 – Säg mig (con Xpensive)
- 2024 – Trust Issues (con B.Baby)
- 2024 – Upplopp (con Greekazo)
- 2024 – Wifi (con Adel)